# Satz von Tennenbaum
Der Satz von Tennenbaum (nach Stanley Tennenbaum) ist ein Ergebnis der mathematischen Logik. Er besagt, dass kein abzählbares Nichtstandardmodell der Peano-Arithmetik berechenbar sein kann. Dabei heißt eine Struktur {\displaystyle M} in der Sprache der Peano-Arithmetik berechenbar, wenn es berechenbare Funktionen {\displaystyle \oplus } und {\displaystyle \otimes } von  {\displaystyle N\times N} nach {\displaystyle N}, eine berechenbare binäre Relation {\displaystyle \prec } auf {\displaystyle N} und Konstanten {\displaystyle n_{0},n_{1}} gibt, sodass {\displaystyle N} mit diesen Objekten isomorph zu {\displaystyle M} ist:
{\displaystyle (N,\oplus ,\otimes ,\prec ,n_{0},n_{1})\equiv M}
Während Addition und Multiplikation in keinem Nichtstandardmodell berechenbar sind, gibt es Nichtstandardmodelle, in denen die Ordnung und die Nachfolgerfunktion berechenbar sind. Für Nichtstandardmodelle der „wahren“ Arithmetik, das heißt der Theorie von {\displaystyle \mathbb {N} } in Logik erster Stufe, gilt analog, dass diese nicht arithmetisch sind.

## Beweisskizze
Der Beweis benutzt die Tatsache, dass Nichtstandardmodelle zusätzlich zu den natürlichen Zahlen auch „unendliche“ Nichtstandard-Zahlen enthalten und dass es für jedes Nichtstandardmodell {\displaystyle M} eine Nichtstandard-Zahl {\displaystyle a} gibt, die im folgenden Sinne eine unentscheidbare Menge {\displaystyle A} kodiert: {\displaystyle A} ist genau die Menge der natürlichen Zahlen {\displaystyle n}, sodass die {\displaystyle n}-te Primzahl in {\displaystyle M} die Zahl {\displaystyle a} teilt:
{\displaystyle A={\bigl \{}\,n\in \mathbb {N} \,{\big |}\,M\models \exists k\ (p_{n}\cdot k=a)\,{\bigr \}}},
wobei {\displaystyle p_{n}} die {\displaystyle n}-te Primzahl ist.
Wäre nun {\displaystyle M} ein berechenbares Nichtstandardmodell, dann wäre insbesondere die Addition berechenbar. Damit ließe sich durch Division mit Rest ermitteln, ob eine gegebene Zahl {\displaystyle n} die Nichtstandardzahl {\displaystyle a} teilt. Damit wäre auch die unentscheidbare Menge {\displaystyle A} entscheidbar.